# Große Laue
Die Große Laue, im Oberlauf teilweise auch nur Laue, ist ein Bach im Drautal in den Gemeinden Dölsach und Nikolsdorf (Bezirk Lienz). Die Große Laue entspringt südöstlich von Unterdorf (Gemeinde Dölsach) und mündet südöstlich von Nikolsdorf am Kärntner Tor in die Drau.

## Verlauf
Die Große Laue entspringt in zwei Quellarmen im Drautal südöstlich von Unterdorf bzw. südlich vom Gasthof Kapaun. Der linke bzw. nördliche Quellarm speist sich aus mehreren unbenannten Quellbächen, die an den Südabhängen des Görtschacher Bergs entspringen. Der südlich bzw. rechte Quellarm speist sich aus Wasser aus dem Talboden. Beide Quellarme fließen in südöstlicher Richtung parallel zur Drau und vereinigen sich südwestlich der Ortschaft Lengberg. Hier münden kurz darauf linksseitig der Korberbach und der Zappernitzbach und rechtsseitig die Klingenlaue ein. In weiterer Folge fließt die Große Laue an einem Sägewerk vorbei, nimmt danach südlich von Nikolsdorf linksseitig den Chrysantenbach auf, wechselt kurz darauf auf die südliche Seite der Bundesstraße 100 und mündet danach am Kärntner Tor in die Drau.